# 공학자 목록
다음은 분야별 공학자의 목록 문서들이다.
- 항공우주 공학자의 목록
- 화학 공학자의 목록
- 토목 공학자의 목록
- 전기 공학자의 목록
- 환경 공학자의 목록
- 유전 공학자의 목록
- 산업 공학자의 목록
- 기계 공학자의 목록
- 구조 공학자의 목록
- 시스템 공학자의 목록

## 같이 보기
- 과학자 목록